# Pedra Caballera
La Pedra Caballera és una muntanya de 433 metres que es troba al municipi de Cabacés, a la comarca catalana del Priorat.